# Hammarsjön, Gästrikland
Hammarsjön är en sjö i Ockelbo kommun i Gästrikland och ingår i Testeboåns huvudavrinningsområde. Sjön har en area på 1,53 kvadratkilometer och ligger 103 meter över havet. Sjön avvattnas av vattendraget Laån.

## Delavrinningsområde
Hammarsjön ingår i det delavrinningsområde (674808-154736) som SMHI kallar för Utloppet av Hammarsjön. Medelhöjden är 119 meter över havet och ytan är 9,72 kvadratkilometer. Räknas de 10 avrinningsområdena uppströms in blir den ackumulerade arean 76,75 kvadratkilometer. Laån som avvattnar avrinningsområdet har biflödesordning 2, vilket innebär att vattnet flödar genom totalt 2 vattendrag innan det når havet efter 55 kilometer. Avrinningsområdet består mestadels av skog (74 procent). Avrinningsområdet har 1,52 kvadratkilometer vattenytor vilket ger det en sjöprocent på 15,6 procent.